# KREVA CONCERT TOUR "09-10"「心臓」ROUND3 横浜アリーナ《BOX EDITION》
「KREVA CONCERT TOUR "09-10"「心臓」ROUND3 横浜アリーナ《BOX EDITION》」（クレバ コンサートツアー 09-10 「しんぞう」らうんど3 よこはまアリーナ ボックスエディション）は、KREVAのライブ・ビデオ。

## 概要
ボーナスディスク、104ページブックレット、復刻版「心臓」ツアーパス、特製「心臓」イヤフォン、microSD（内容はメインと同じ）付ボックス仕様。
値段は9085円。これは「KREVA ソロデビュー5周年」とかけている。

## 収録曲
1. OPENING
2. ACE
3. K.I.S.S.
4. I Wanna Know You
5. キャラメルポップコーン
6. 中盤戦
7. これがFall In love
8. くればいいのに
9. THE SHOW
10. ストロングスタイル
11. アグレッシ部
12. 心臓
13. リズム
14. この先どうなる?
15. 愛・自分博メドレー
16. イッサイガッサイ
17. スタート
18. DAN DA DAN
19. ファンキーグラマラス
20. 音色
21. 希望の炎
22. Tonight
23. 瞬間speechless
24. 成功

### ボーナスディスク
- TOUR '09-'10「心臓」ドキュメント
- ROUND ZERO at SHIBUYA-AX
  1. K.I.S.S
  2. ACE
  3. I Wanna Know You
  4. キャラメルポップコーン
  5. 中盤戦
  6. くればいいのに
  7. ストロングスタイル
  8. THE SHOW
  9. アグレッシ部
  10. H.A.P.P.Y
  11. イッサイガッサイ
  12. スタート
  13. DAN DA DAN
  14. ファンキーグラマラス
  15. 音色
  16. 希望の炎
  17. Tonight
  18. 瞬間speechless
  19. 成功